# 阪本三郎
- 阪本三郎
- 坂本三郎

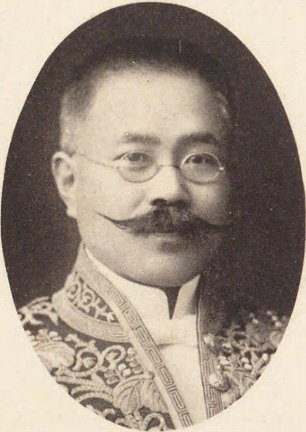
阪本三郎

阪本 三郎（さかもと さぶろう、1867年11月11日（慶応3年10月16日） - 1931年（昭和6年）4月14日）は、日本の検察官、裁判官、内務官僚、教育者。憲政会系官選県知事、早稲田専門学校長。「坂本」と表記される場合がある。樋口一葉の婚約者（旧姓・渋谷）であったことで知られる。

## 経歴
武蔵国南多摩郡原町田村（後の町田村、現町田市）で旅籠武蔵屋を営む渋谷徳治郎の二男として生まれ、1892年8月、阪本タカの養子となる。祖父・真下専之丞（晩菘）の融貫塾、近在の小野路にある小島韶斎塾、藤沢の耕余塾で学ぶ。1888年7月、東京専門学校法学部を卒業。1890年12月、文官高等試験に合格。1891年1月22日、司法官試補に任じられ新潟地方裁判所詰となる。
以後、三条区裁判所検事、新潟地方裁判所検事、相川区裁判所判事、新発田区裁判所判事、新潟地方裁判所判事、水戸地方裁判所判事、東京地方裁判所判事などを歴任。1900年8月、ドイツ帝国に留学し、1903年10月、ドクトル・ユーリスの学位を取得して帰国した。
帰国後、東京控訴院判事、早稲田大学専門部教授兼理事、行政裁判所評定官兼法制局参事官などを歴任し、1913年6月に休職となる。
第2次大隈内閣が成立すると、早大関係者として1914年4月、秋田県知事に登用された。法律を駆使して「原案執行知事」と呼ばれた。また、秋田勧業私案、雄物川改修事業諮問案の県会での可決に尽力。1916年4月、山梨県知事に転任。同年10月、大隈内閣の退陣により知事を辞任し退官した。
その後、母校に復帰し、早稲田専門学校長、早稲田大学維持員、同大出版部監査役のほか、東北興業 (株) 社長、神中鉄道 (株) 監査役、報知新聞副社長なども務めた。

## 親族
- 祖父：真下晩菘
  - 父：渋谷徳治郎 - 旅籠経営
  - 養母：阪本タカ - 25歳の時に養子入り
    - 本人：阪本三郎
    - 妻：阪本新子（子爵・清岡公張の娘[5]）

## 樋口一葉との関係
三郎の祖父・晩菘は甲斐国山梨郡中萩原村（山梨県甲州市塩山）の出身で、幕末には蕃書調所勤番となっていた。晩菘は同郷の樋口八左衛門と知縁で、八左衛門の子で樋口一葉の父である樋口則義（大吉）が上京した際には援助し、蕃書調所の使用人としている。明治18年、同じく晩菘が世話していた松永政愛の妻に裁縫を習っていた一葉はそこで三郎と出会う。三郎は樋口家に出入りし、一葉は民権家である三郎の影響を受け書簡で男女同権についても記している。三郎は、明治22年に則義から一葉との結婚を打診されて承諾したが、同年夏に則義が亡くなると結婚話は立ち消えとなった。一葉によると、三郎が樋口家に自らが任官するまでの経済的援助を要求したらしく、「怪しう利欲にかゝはりたること」を言って来たと一葉の母がひどく立腹したため破談になったという。明治25年には新潟で検事をしていた三郎が夏季休暇時に一葉宅を2日にわたって訪問し、一葉の文学的活躍に触れ、自分のために何か書いてほしいなど夜更けまで世間話をしたのち、その1週間後に結婚の打診をしてきたが、一葉の母が断った。

## 著書

### 単著
- 『大日本商法破産法義解』精華堂、1893年7月。NDLJP:795611。
- 『晩菘余影』阪本三郎、1914年4月。NDLJP:950066。

祖父・真下専之丞の伝記。
- 『鉱業法釈義』丸善、1914年12月。NDLJP:952398。
- 『日本鉱業法』早稲田大学出版部、1929年9月。NDLJP:1145522。

### 共訳
- デルンブルヒ 著、坂本三郎・池田龍一・津軽英麿 訳『独逸新民法論』 総則 上、早稲田大学出版部、1911年3月。NDLJP:792209。
- デルンブルヒ 著、坂本三郎・池田龍一・津軽英麿 訳『独逸新民法論』 総則 下、早稲田大学出版部、1911年3月。NDLJP:792210。
  - デルンブルヒ 著、坂本三郎・池田龍一・津軽英麿 訳『独逸新民法論』 上巻（復刻版）、信山社出版〈日本立法資料全集 別巻 378〉、2005年12月。ISBN 9784797249422。
  - デルンブルヒ 著、坂本三郎・池田龍一・津軽英麿 訳『独逸新民法論』 下巻（復刻版）、信山社出版〈日本立法資料全集 別巻 379〉、2006年1月。ISBN 9784797249439。